# فلاخسلاندن
فلاخسلاندن (به آلمانی: Flachslanden) یک شهر در آلمان است که در آنسباخ واقع شده‌است.